# Prasmiola unica
Genre
Espèce
Prasmiola unica, unique représentant du genre Prasmiola, est une espèce d'opilions laniatores de la famille des Triaenonychidae.

## Distribution
Cette espèce est endémique de Nouvelle-Zélande. Elle se rencontre vers Wellington.

## Description
La femelle holotype mesure 3,43 mm

## Publication originale
- Forster, 1954 : « The New Zealand Harvestmen (sub-order Laniatores). » Canterbury Museum Bulletin, vol. 2, p. 1-329.